# Susan Sontag/Essays und theoretische Schriften
In der folgenden Liste sind Essays und sonstige theoretische Schriften von Susan Sontag gesammelt.

## Essays und theoretische Schriften von Susan Sontag
| Titel                                                             | Titel                                                                | Erstveröffentlichung | Erstveröffentlichung | Veröffentlichung in Sammelbänden | Veröffentlichung in Sammelbänden                            | Themen in Stichworten |
| engl. Original                                                    | deutsch                                                              | Datum                | Kontext | engl. Original                   | deutsch                                                     | Themen in Stichworten |
| ----------------------------------------------------------------- | -------------------------------------------------------------------- | -------------------- | --- | -------------------------------- | ----------------------------------------------------------- | --- |
| Against interpretation                                            | Gegen Interpretation                                                 | 1964-12              | Evergreen Review, Band 8, Nr. 34 | Against Interpretation (1966)    | Kunst und Antikunst (1968), Geist als Leidenschaft (1989)   | Inhalt, Form und Aufgabe der Kunst, Mimesis, Interpretation, Hermeneutik, Aufgabe der Kunstkritik                                        |
| On Style                                                          | Über den Stil                                                        | 1965                 | Partisan Review, Band 32, Nr. 4 (Herbstheft), S. 543–560 | Against Interpretation (1966)    | Kunst und Antikunst (1968), Geist als Leidenschaft (1989)   | Inhalt und Stil von Kunstwerken, Kunstkritik, Literaturkritik, Ästhetik                                                                  |
| The Artist as Exemplary Sufferer                                  | Der Künstler als exemplarischer Leidender                            | 1962-06              | The Second Coming Magazine, Band 1, Nummer 4 | Against Interpretation (1966)    | Kunst und Antikunst (1968)                                  | Cesare Paveses Tagebücher 1935–1950 |
| Simone Weil                                                       | Anmerkung zu Simone Weil                                             | 1963-02-01           | The New York Review of Books | Against Interpretation (1966)    | Kunst und Antikunst (1968), Standpunkt beziehen (2016)      | Simone Weil |
| Camus’ Notebooks                                                  | Ein idealer Gatte                                                    | 1963-09-26           | The New York Review of Books | Against Interpretation (1966)    | Kunst und Antikunst (1968)                                  | Albert Camus’ Tagebücher |
| Michel Leiris’ Manhood                                            |                                                                      | 1964-03-05           | The New York Review of Books | Against Interpretation (1966)    |                                                             | Michel Leiris’ Autobiografie L’Âge d’homme                                                                                               |
| The Anthropologist as Hero (A Hero of Our Times)                  | Der Anthropologe als Held                                            | 1963-11-28           | The New York Review of Books | Against Interpretation (1966)    | Kunst und Antikunst (1968)                                  | Anthropologie, Claude Lévi-Strauss’ Reisebericht Tristes Tropiques                                                                       |
| The literary criticism of George Lukács                           |                                                                      | 1965                 | | Against Interpretation (1966)    |                                                             | George Lukács |
| Sartre’s Saint Genet                                              | Sartres Genet                                                        | 1963                 | Partisan Review (Sommerheft), S. 441–445, unter dem Titel The Flowers of Evil. Saint Genet: Actor and Martyr, by Jean-Paul Sartre                                      | Against Interpretation (1966)    | Kunst und Antikunst (1968)                                  | Jean-Paul Sartres Biografie Saint Genet, comédien et martyr                                                                              |
| Nathalie Sarraute and the Novel (1963: Is the Reader Necessary?)  | Nathalie Sarraute und der Roman                                      | 1963                 | Partisan Review, Band 30, Nr. 3 (Sommerheft); 1965 revidierte Version (Nathalie Sarraute and the Novel)                                                                | Against Interpretation (1966)    | Kunst und Antikunst (1968)                                  | Nathalie Sarraute |
| Ionesco: The Theater of the Banal                                 | Ionesco                                                              | 1964-07-09           | New York Review of Books, S. 9–11 | Against Interpretation (1966)    | Kunst und Antikunst (1968)                                  | Eugène Ionesco |
| Reflections on The Deputy                                         | Gedanken zu Hochhuths Der Stellvertreter                             | 1964                 | Sunday Herald Tribune | Against Interpretation (1966)    | Kunst und Antikunst (1968), Geist als Leidenschaft (1989)   | Rolf Hochhuths Drama Der Stellvertreter                                                                                                  |
| The Death of Tragedy                                              | Von der Tragödie zum Metatheater                                     | 1963                 | Partisan Review, Band 30, Nr. 1 (Frühjahrsheft) | Against Interpretation (1966)    | Kunst und Antikunst (1968)                                  | Tragödie, Lionel Abel |
| Going to Theater, etc. (Going to Theater [and the Movies])        |                                                                      | 1964                 | Partisan Review, Band 31, Nr. 1+2 (Winter- und Frühjahrsheft) | Against Interpretation (1966)    |                                                             | Theater, Arthur Millers Drama Nach dem Sündenfall                                                                                        |
| Marat/Sade/Artaud                                                 | Marat/Sade/Artaud                                                    | 1965                 | Partisan Review, Band 32, Nr. 2 (Frühjahrsheft) | Against Interpretation (1966)    | Kunst und Antikunst (1968)                                  | Peter Weiss’ Drama Marat/De Sade, Antonin Artaud                                                                                         |
| Spiritual style in the films of Robert Bresson                    | Der geistige Stil in den Filmen Robert Bressons                      | 1964, Sommer         | Seventh Art | Against Interpretation (1966)    | Kunst und Antikunst (1968)                                  | Robert Bresson |
| Godard’s Vivre Sa Vie                                             | Godards Vivre Sa Vie                                                 | 1964                 | Moviegoer, Nr. 2 (Sommer- und Herbstheft) | Against Interpretation (1966)    | Kunst und Antikunst (1968)                                  | Jean-Luc Godards Film Die Geschichte der Nana S.                                                                                         |
| The Imagination of Disaster                                       | Die Katastrophenphantasie                                            | 1965-10              | Commentary, Band 40, Nr. 4, S. 42–48 | Against Interpretation (1966)    | Geist als Leidenschaft (1989)                               | Science-Fiction-Film, Katastrophenfilm, Monsterfilm, Ikonografie des Wissenschaftlers, Moral im Film                                     |
| Jack Smith’s Flaming Creatures                                    |                                                                      | 1964-04-13           | The Nation | Against Interpretation (1966)    |                                                             | Jack Smiths Undergroundfilm Flaming Creatures                                                                                            |
| Resnais’ Muriel                                                   | Resnais’ Muriel                                                      | 1963                 | Film Quarterly, Band 17, Nr. 2, S. 23–27 | Against Interpretation (1966)    | Kunst und Antikunst (1968)                                  | Alain Resnais’ Film Muriel oder Die Zeit der Wiederkehr                                                                                  |
| A Note on Novels and Films                                        |                                                                      | 1961-10-27           | Columbia Daily Spectator, Supplement, S. 3–5, unter dem Titel Some Notes on Antonioni and Others                                                                       | Against Interpretation (1966)    |                                                             | Samuel Richardson, D. W. Griffith, Roman, Film                                                                                           |
| Piety without Content                                             |                                                                      | 1962-03              | Second Coming, 1.3, S. 50–53 | Against Interpretation (1966)    |                                                             | Religion, Säkularisierung, Walter Kaufmann (Hrsg): Religion from Tolstoy to Camus                                                        |
| Psychoanalysis and Norman O. Brown’s Life Against Death           |                                                                      | 1961-04-28           | Columbia Daily Spectator, Supplement, S. 3–4, unter dem Titel Of Freud and the New Resurrection of the Flesh                                                           | Against Interpretation (1966)    |                                                             | Norman O. Brown: Life Against Death, Herbert Marcuse: Eros und Kultur, Psychoanalyse, Sigmund Freud, Liebe, Sexualität, Freiheit, Platon |
| Happenings: an art of radical juxtaposition                       | Happenings: Die Kunst des radikalen Nebeneinanders                   | 1965-01              | Second Coming, 1.6, S. 20–24, unter dem Titel An Art of Radical Juxtaposition                                                                                          | Against Interpretation (1966)    | Geist als Leidenschaft (1989)                               | Happening, Surrealismus, Komödie |
| Notes on „Camp“                                                   | Anmerkungen zu „Camp“                                                | 1964-12              | Partisan Review, Band 31, Nr. 4 (Herbstheft), S. 515–530 | Against Interpretation (1966)    | Geist als Leidenschaft (1989)                               | Camp, Geschmack, Ästhetik, Stil, Dandyismus, Hochkultur                                                                                  |
| One Culture and the New Sensibility                               | Die Einheit der Kultur und die neue Erlebnisweise                    | 1965-04              | Mademoiselle, 58, 60, unter dem Titel Opinion, Please | Against Interpretation (1966)    | Geist als Leidenschaft (1989)                               | Verhältnis von Kunst/Kultur und Naturwissenschaft/Technologie, von Hoch- und Massenkultur                                                |
| William Burroughs and the Novel                                   | William Burroughs und der Roman                                      | 1966                 | Literature. In: Robert M. Hutchins, Mortimer J. Adler (Hrsg.): The Great Ideas Today 1966. Encyclopedia Britannica, F. A. Praeger, Chicago, New York 1966, S. 146–191. | Essays of the 1960s & 70s (2013) | Kunst und Antikunst (1968)                                  | |
| The Aesthetics of Silence                                         |                                                                      | 1967                 | | Styles of Radical Will (1969)    |                                                             | |
| The Pornographic Imagination                                      | Die pornographische Phantasie                                        | 1967                 | Partisan Review, Band 34, Nr. 2 (Frühjahrsheft) | Styles of Radical Will (1969)    | Kunst und Antikunst (1968), Geist als Leidenschaft (1989)   | Pornografie, Paraliteratur, Literaturkritik                                                                                              |
| „Thinking Against Oneself“: Reflections on Cioran                 | „Wider sich denken“: Reflexionen über Cioran                         | 1967                 | | Styles of Radical Will (1969)    | Im Zeichen des Saturn (1981)                                | |
| Theatre and Film                                                  | Theater und Film                                                     | 1966                 | | Styles of Radical Will (1969)    | Kunst und Antikunst (1968), Geist als Leidenschaft (1989)   | |
| Bergman’s Persona                                                 |                                                                      | 1967                 | | Styles of Radical Will (1969)    |                                                             | |
| Godard                                                            |                                                                      | 1968-02              | Partisan Review, Band 35, Nr. 2 (Frühjahrsheft) | Styles of Radical Will (1969)    |                                                             | |
| What’s Happening in America                                       |                                                                      | 1966                 | | Styles of Radical Will (1969)    |                                                             | |
| Trip to Hanoi                                                     |                                                                      | 1968-06/07           | | Styles of Radical Will (1969)    |                                                             | |
| On Photography                                                    |                                                                      | 1977                 | selbstständiges Buch |                                  |                                                             | |
| Illness as Metaphor                                               |                                                                      | 1978                 | | Essays of the 1960s & 70s (2013) |                                                             | |
| The double standard of aging                                      |                                                                      | 1972                 | | Essays of the 1960s & 70s (2013) |                                                             | Altern, Geschlechterstereotype |
| The third world of women                                          |                                                                      | 1973                 | Partisan Review, Band 40, Nr. 2 (Frühjahrsheft), S. 186–199 | Essays of the 1960s & 70s (2013) |                                                             | |
| Francis Bacon: "About being in pain"                              |                                                                      | 1975-03-01           | Vogue, Band 165, Nr. 3, S. 136–137 | Essays of the 1960s & 70s (2013) |                                                             | |
| A woman's beauty: put-down or power source?                       |                                                                      | 1975                 | Vogue | Essays of the 1960s & 70s (2013) |                                                             | Schönheit, Geschlechterstereotype |
| Beauty: how will it change next?                                  |                                                                      | 1975-05              | Vogue | Essays of the 1960s & 70s (2013) |                                                             | |
| On Paul Goodman                                                   | Über Paul Goodman                                                    | 1972-09-21           | The New York Review of Books | Under the Sign of Saturn (1980)  | Im Zeichen des Saturn (1981)                                | |
| Approaching Artaud                                                | Annäherung an Artaud                                                 | 1973-05-19           | The New Yorker | Under the Sign of Saturn (1980)  | Im Zeichen des Saturn (1981)                                | |
| Fascinating Fascism                                               | Faszinierender Faschismus                                            | 1974                 | | Under the Sign of Saturn (1980)  | Im Zeichen des Saturn (1981)                                | |
| Under the sign of Saturn                                          | Im Zeichen des Saturn                                                | 1978                 | | Under the Sign of Saturn (1980)  | Im Zeichen des Saturn (1981), Geist als Leidenschaft (1989) | |
| Syberberg’s Hitler                                                | Syberbergs Hitler                                                    | 1979                 | | Under the Sign of Saturn (1980)  | Im Zeichen des Saturn (1981)                                | |
| Remembering Barthes                                               | Erinnerungen an Barthes                                              | 1980                 | | Under the Sign of Saturn (1980)  | Im Zeichen des Saturn (1981)                                | |
| Mind as passion                                                   | Geist als Leidenschaft                                               | 1980                 | | Under the Sign of Saturn (1980)  | Im Zeichen des Saturn (1981)                                | |
| AIDS and its Metaphors                                            |                                                                      | 1989                 | selbstständiges Buch |                                  |                                                             | |
| A Poet's Prose                                                    | Die Prosa einer Dichterin                                            | 1983                 | Vorwort. In: J. Marin King (Hrsg.): A Captive Spirit: Selected Prose, by Marina Tsvetaeva. Virago Press, London 1983, S. 15–2.                                         | Where the Stress Falls (2001)    | Worauf es ankommt (2005)                                    | |
| Where the Stress Falls                                            | Worauf es ankommt                                                    |                      | | Where the Stress Falls (2001)    | Worauf es ankommt (2005)                                    | |
| Afterlives: The Case of Machado de Assis                          | Nachleben: Der Fall des Machado de Assis                             |                      | | Where the Stress Falls (2001)    | Worauf es ankommt (2005)                                    | |
| A Mind in Mourning                                                | Ein trauernder Geist                                                 |                      | | Where the Stress Falls (2001)    | Worauf es ankommt (2005)                                    | |
| The Wisdom Project                                                | Das Weisheitsprojekt                                                 |                      | | Where the Stress Falls (2001)    | Worauf es ankommt (2005)                                    | |
| Writing Itself: On Roland Barthes                                 | Das Schreiben selbst: Über Roland Barthes                            |                      | | Where the Stress Falls (2001)    | Worauf es ankommt (2005)                                    | |
| Walser's Voice                                                    | Walsers Stimme                                                       |                      | | Where the Stress Falls (2001)    | Worauf es ankommt (2005)                                    | |
| Danilo Kiš                                                        | Danilo Kiš                                                           | 1995                 | Partisan Review, Band 62, Nr. 3 (Sommerheft) | Where the Stress Falls (2001)    | Worauf es ankommt (2005)                                    | |
| Gombrowicz's Ferdydurke                                           | Gombrowicz' Ferdydurke                                               |                      | | Where the Stress Falls (2001)    | Worauf es ankommt (2005)                                    | |
| Pedro Páramo                                                      | Pedro Páramo                                                         |                      | | Where the Stress Falls (2001)    | Worauf es ankommt (2005)                                    | |
| DQ                                                                | DQ                                                                   |                      | | Where the Stress Falls (2001)    | Worauf es ankommt (2005)                                    | |
| A Letter to Borges                                                | Ein Brief an Borges                                                  |                      | | Where the Stress Falls (2001)    | Worauf es ankommt (2005)                                    | |
| A Century of Cinema                                               | Ein Jahrhundert Kino                                                 | 1995                 | | Where the Stress Falls (2001)    | Worauf es ankommt (2005)                                    | |
| Novel into Film: Fassbinder's Berlin Alexanderplatz               | Ein Roman wird Film: Fassbinders Berlin Alexanderplatz               | 1983                 | | Where the Stress Falls (2001)    | Worauf es ankommt (2005)                                    | |
| A Note on Bunraku                                                 | Eine Anmerkung zu Bunraku                                            |                      | | Where the Stress Falls (2001)    | Worauf es ankommt (2005)                                    | |
| A Place for Fantasy                                               | Ein Ort für die Phantasie                                            |                      | | Where the Stress Falls (2001)    | Worauf es ankommt (2005)                                    | |
| The Pleasure of the Image                                         | Das Vergnügen am Bild                                                |                      | | Where the Stress Falls (2001)    | Worauf es ankommt (2005)                                    | |
| About Hodgkin                                                     | Über Hodgkin                                                         |                      | | Where the Stress Falls (2001)    | Worauf es ankommt (2005)                                    | |
| A Lexicon for Available Light                                     | Ein Lexikon für Available Light                                      |                      | | Where the Stress Falls (2001)    |                                                             | |
| In Memory of Their Feelings                                       | Im Gedenken an ihre Gefühle                                          |                      | | Where the Stress Falls (2001)    | Worauf es ankommt (2005)                                    | |
| Dancer and the Dance                                              | Tänzer und Tanz                                                      |                      | | Where the Stress Falls (2001)    | Worauf es ankommt (2005)                                    | |
| Lincoln Kirstein                                                  | Lincoln Kirstein                                                     |                      | | Where the Stress Falls (2001)    | Worauf es ankommt (2005)                                    | |
| Wagner's Fluids                                                   | Wagners Flüssigkeiten                                                |                      | | Where the Stress Falls (2001)    | Worauf es ankommt (2005)                                    | |
| An Ecstasy of Lament                                              | Eine Ekstase des Klagens                                             |                      | | Where the Stress Falls (2001)    | Worauf es ankommt (2005)                                    | |
| One Hundred Years of Italian Photography                          | Hundert Jahre italienische Photographie                              |                      | | Where the Stress Falls (2001)    | Worauf es ankommt (2005)                                    | |
| On Bellocq                                                        | Über Bellocq                                                         |                      | | Where the Stress Falls (2001)    | Worauf es ankommt (2005)                                    | |
| Borland's Babies                                                  | Borlands Babys                                                       |                      | | Where the Stress Falls (2001)    | Worauf es ankommt (2005)                                    | |
| Certain Mapplethorpes                                             | Gewisse Mapplethorpes                                                |                      | | Where the Stress Falls (2001)    | Worauf es ankommt (2005)                                    | |
| A Photograph is Not an Opinion. Or Is It?                         | Ein Photo ist keine Meinung. Oder doch?                              |                      | | Where the Stress Falls (2001)    | Worauf es ankommt (2005)                                    | |
| Homage to Halliburton                                             | Hommage an Halliburton                                               |                      | | Where the Stress Falls (2001)    | Worauf es ankommt (2005)                                    | |
| Singleness                                                        | Einzigkeit                                                           |                      | | Where the Stress Falls (2001)    | Worauf es ankommt (2005)                                    | |
| Writing As Reading                                                | Schreiben ist die Kunst des Lesens                                   |                      | | Where the Stress Falls (2001)    | Worauf es ankommt (2005)                                    | |
| Thirty Years Later…                                               | Dreißig Jahre später…                                                | 1996                 | | Where the Stress Falls (2001)    | Worauf es ankommt (2005)                                    | |
| Questions of Travel                                               | Reisefragen                                                          |                      | | Where the Stress Falls (2001)    | Worauf es ankommt (2005)                                    | |
| The Idea of Europe (One More Elegy)                               | Die europäische Idee (Noch eine Elegie)                              |                      | | Where the Stress Falls (2001)    | Worauf es ankommt (2005)                                    | |
| The Very Comical Lament of Pyramus and Thisbe (An Interlude)      | Die höchst komische Wehklage von Pyramus und Thisbe (Ein Intermezzo) |                      | | Where the Stress Falls (2001)    | Worauf es ankommt (2005)                                    | |
| Answers to a Questionnaire                                        | Antworten auf einen Fragebogen                                       |                      | | Where the Stress Falls (2001)    | Worauf es ankommt (2005)                                    | |
| Waiting for Godot in Sarajevo                                     | Warten auf Godot in Sarajewo                                         |                      | | Where the Stress Falls (2001)    | Worauf es ankommt (2005)                                    | |
| "There" and "Here"                                                | „Dort“ und „hier“                                                    |                      | | Where the Stress Falls (2001)    | Worauf es ankommt (2005)                                    | |
| Joseph Brodsky                                                    | Joseph Brodsky                                                       |                      | | Where the Stress Falls (2001)    | Worauf es ankommt (2005)                                    | |
| On Being Translated                                               | Übersetzt werden                                                     |                      | | Where the Stress Falls (2001)    | Worauf es ankommt (2005)                                    | |
| On W. G. Sebald                                                   |                                                                      | 2000-02-25           | The Times Literary Supplement |                                  |                                                             | W. G. Sebald |
| Regarding the Pain of Others                                      |                                                                      | 2003                 | |                                  |                                                             | |
| An Argument About Beauty                                          | Über Schönheit                                                       | 2002                 | Daedalus, Band 131, Nummer 4 (Herbstheft) | At the Same Time (2007)          | Standpunkt beziehen (2016)                                  | |
| 1926 – Pasternak, Tsvetayeva, Rilke                               |                                                                      | 2001                 | Vorwort zu: Boris Pasternak, Marina Tsvetayeva, Rainer Maria Rilke: Letters: Summer 1926. NYRB Classics, 2001, ISBN 978-0-940322-71-4.                                 | At the Same Time (2007)          |                                                             | |
| Loving Dostoyevsky                                                |                                                                      | 2001-10-01           | The New Yorker | At the Same Time (2007)          |                                                             | |
| A Double Destiny : On Anna Banti’s Artemisia                      |                                                                      | 2003-10-09           | The London Review of Books | At the Same Time (2007)          |                                                             | Anna Bantis Roman Artemisia |
| Unextinguished: The Case for Victor Serge                         |                                                                      | 2004-04-10           | The Times Literary Supplement (gekürzte Fassung) | At the Same Time (2007)          |                                                             | |
| Outlandish: On Halldór Laxness's Under the Glacier                |                                                                      | 2004                 | Vorwort zu Halldór Laxness: Under the Glacier. Vintage. | At the Same Time (2007)          |                                                             | |
| 9.11.01                                                           | Der 11.9.01                                                          | 2001                 | The New Yorker | At the Same Time (2007)          | Standpunkt beziehen (2016)                                  | |
| A few weeks after                                                 |                                                                      | 2001-11-06           | | At the Same Time (2007)          |                                                             | |
| One Year After                                                    |                                                                      | 2002-09-11           | The New York Times | At the Same Time (2007)          |                                                             | |
| Photography: A Little Summa                                       | Fotografie. Eine kleine Summa                                        | 2003-07-10/16        | El Cultural | At the Same Time (2007)          | Standpunkt beziehen (2016)                                  | |
| Regarding the Torture of Others                                   | Das Foltern anderer betrachten                                       | 2004-05-23           | The New York Times Magazine, unter dem Titel The Photographs Are Us | At the Same Time (2007)          | Standpunkt beziehen (2016)                                  | |
| The Conscience of Words                                           |                                                                      | 2001-06-10           | The Los Angeles Times Book Review | At the Same Time (2007)          |                                                             | |
| The World as India                                                |                                                                      | 2003-06-13           | The Times Literary Supplement | At the Same Time (2007)          |                                                             | |
| On Courage and Resistance: The Oscar Romero Award Keynote Address |                                                                      | 2003-05-05           | The Nation | At the Same Time (2007)          |                                                             | |
| Literature is Freedom                                             |                                                                      | 2003-10-26           | The Los Angeles Times Book Review (Exzerpte) | At the Same Time (2007)          |                                                             | |
| At the Same Time : The Novelist and Moral Reasoning               |                                                                      | 2004-03              | Vorlesung in Kapstadt und Johannesburg | At the Same Time (2007)          |                                                             | |